# Ümraniye
Ümraniye Isztambul tartomány egyik ázsiai oldalon fekvő körzete, népessége 2008-ban 553 935 fő volt. A körzet korábban 897 260 főt számlált, a 2008-as közigazgatási átalakítások során azonban több mahallét is elcsatoltak tőle.